# 李玲 (铅球运动员)
李玲（1985年2月7日—），辽宁沈阳人，中国女子铅球运动员。个人最佳成绩是在威斯巴登获得的19.95米。
李玲在2012年夏季奧林匹克運動會田徑女子铅球比賽中获得第五名，8月13日，因冠军白俄罗斯运动员奥斯塔普丘克药检阳性金牌被剥夺，李玲递补获第四名。2016年8月20日，国际奥委会宣布2012年伦敦奥运会铅球项目新的银牌得主、俄罗斯女子选手叶夫根尼娅·克洛德科在新一轮重检后，样本结果呈阳性，其在该项目上获得的银牌被剥夺。国际奥委会决定重新分配奖牌，李玲递补获铜牌。

## 成绩
| 年        | 賽事           | 舉辦城市       | 名次            | 記錄      |
| 代表 中国 | 代表 中国      | 代表 中国      | 代表 中国       | 代表 中国 |
| --------- | -------------- | -------------- | --------------- | --------- |
| 2004      | 亚洲青年锦标赛 | 马来西亚怡保   | 第1名           | 16.08 m   |
| 2005      | 亚洲锦标赛     | 韩国仁川       | 第3名           | 18.04 m   |
| 2005      | 亚洲室内运动会 | 泰国曼谷       | 第1名           | 18.20 m   |
| 2006      | 世界室内锦标赛 | 俄罗斯莫斯科   | 第13名 (资格赛) | 16.94 m   |
| 2006      | 世界杯         | 希腊雅典       | 第5名           | 19.05 m   |
| 2006      | 亚洲运动会     | 卡塔尔多哈     | 第1名           | 18.42 m   |
| 2007      | 世界锦标赛     | 日本大阪       | 第3名           | 19.38 m   |
| 2008      | 世界室内锦标赛 | 西班牙巴伦西亚 | 第13名 (资格赛) | 17.76 m   |
| 2008      | 奥运会         | 中国北京       | 第14名          | 17.94 m   |
| 2009      | 东亚运动会     | 香港           | 第1名           | 17.95 m   |
| 2010      | 亚洲运动会     | 中国广州       | 第1名           | 19.94 m   |
| 2011      | 世界锦标赛     | 韩国大邱       | 第4名           | 19.71 m   |
| 2012      | 奥运会         | 英国伦敦       | 第3名           | 19.63 m   |
| 2013      | 世界锦标赛     | 俄罗斯莫斯科   | 第6名           | 18.39 m   |

## 外部連結
- 李玲在的頁面